# Pierre Alechinsky
Pierre Alechinsky (ur. 19 października 1927 w Brukseli) – malarz, grafik i pisarz belgijski. Obecnie mieszka we Francji w okolicach Paryża.
W 1944 roku zaczął studia w Wyższej Szkole Architektury i Sztuk Wizualnych (La Cambre) w Brukseli. W 1947 roku został członkiem stowarzyszenia Jeune Peinture Belge, a następnie w 1949 dołączył do międzynarodowej grupy artystycznej Cobra, stając się jednym z głównych jej członków.
Po rozwiązaniu grupy w 1951 roku wyjechał do Paryża, gdzie w L'Atelier 17 pod kierownictwem Stanleya Williama Haytera, studiował techniki graficzne.
W 1954 roku poznał chińskiego malarza Wallace Tinga, który miał duży wpływ na kierunek dalszej ewolucji sztuki Alechinsky'ego. W roku 1955 artysta odbył podróż do Japonii, gdzie uczył się sztuki japońskiej kaligrafii, a następnie, w Kioto, zrealizował film dokumentalny na temat tej tradycyjnej sztuki japońskiej. Motywy zaczerpnięte z dalekowschodniej kaligrafii stały się ważnym wyróżnikiem jego stylu.
Przełomowym momentem w twórczości Alechinsky'ego był rok 1965 i praca Central Park – na obrzeżach obrazu pojawiła się charakterystyczna bordiura, przedstawiająca „alternatywną wersję wydarzeń” w stosunku do centralnego przedstawienia i przywołująca na myśl średniowieczne manuskrypty.
Częstymi motywami jego prac są labirynty, węże, zabawne chochliki, motyle i udziwnione stwory. Wskazuje to na kolejne źródło inspiracji artysty, jakim jest sztuka Jamesa Ensora.
Jego twórczość zalicza się do ekspresjonizmu abstrakcyjnego i abstrakcji lirycznej. Zarazem, stałym elementem prac artysty są motywy figuralne, przesycone niespokojną fantastyką, często zbliżoną do surrealizmu.